# ルードヴィッヒ・シュプマン
ルードヴィッヒ・シュプマン（Ludwig Schupmann、1851年1月23日 - 1920年10月2日）はドイツの建築学者、望遠鏡の設計者であるシュプマン式屈折望遠鏡の発明者としてしられる。

## 略歴
ゲーゼケに生まれた。アーヘン工科大学で学び、卒業後多くの公共施設の設計を行った。多くの建築の賞をうけ、シュプマンの設計した街灯はシュプマン街灯（Schupmann-Kandelaber）と呼ばれる。1887年アーヘン工科大学の教授となった。建築に加えて、天文学と望遠鏡の設計に興味をもち、屈折望遠鏡の欠点である色収差をなくし､大口径の屈折望遠鏡を実現するための発明を行った。
シュプマン式屈折望遠鏡は色収差を補正するためにMangin mirrorと呼ばれる、屈折と反射を行わせる光学部品をいれる設計である。Schupmann-Medial-telescopesと呼ばれる。1mの口径を持つ屈折望遠鏡の製作を企てたが実現されなかった。口径385mmのシュプマン式屈折望遠鏡が作られフィリップ・ファウトの月の観測に用いられた。
月のクレーターと小惑星(5779)シュプマンに命名された。